# L-ascorbato oxidasa

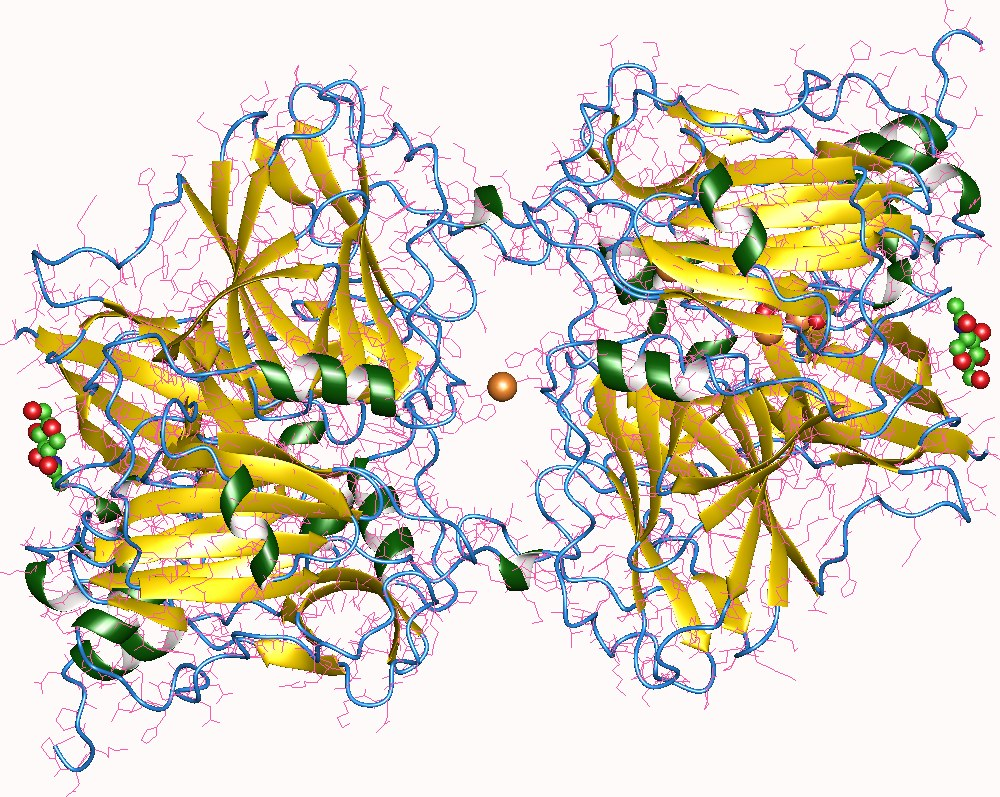
Ascorbato oxidasa dimer, Zucchini.

En enzimología, la L-ascorbato oxidasa (EC 1.10.3.3) es una enzima que cataliza la reacción química:
{\displaystyle \mathrm {2\ L-ascorbato\ +\ O_{2}\ \rightleftharpoons \ 2\ deshidroascorbato\ +\ 2\ H_{2}O} }
Por lo tanto, los dos sustratos de esta enzima son el L-ascorbato y O2, mientras que sus dos productos son deshidroascorbato y H2O.

## Función
Esta enzima pertenece a la familia de las oxidorreductasas, específicamente a aquellas que actúan en difenoles y sustancias relacionadas, con el oxígeno como aceptor. Esta enzima participa en el metabolismo del ascorbato. Además, emplea un cofactor: el cobre.

## Nomenclatura
El nombre sistemático de esta clase de enzimas es L-ascorbato: oxígeno oxidorreductasa. Otros nombres en uso común incluyen ascorbasa, oxidasa del ácido ascórbico, ascorbato oxidasa, ascórbico oxidasa, ascorbato deshidrogenasa, la oxidasa del ácido L-ascórbico, AAO, L-ascorbato: O2 oxidorreductasa, y AA oxidasa.